# Dactylodenia varia
Dactylodenia varia là một loài thực vật có hoa trong họ Lan. Loài này được (T.Stephenson & T.A.Stephenson) Aver. mô tả khoa học đầu tiên năm 1986.